# Cerastium capense
Cerastium capense är en nejlikväxtart som beskrevs av Otto Wilhelm Sonder. Cerastium capense ingår i släktet arvar, och familjen nejlikväxter. Inga underarter finns listade i Catalogue of Life.